# Roberto Battelli
Roberto Battelli (ur. 19 października 1954 w Puli, zm. w kwietniu 2024) – słoweński dziennikarz i polityk narodowości włoskiej, wieloletni parlamentarzysta.

## Życiorys
Szkołę podstawową i średnią z wykładowym językiem włoskim ukończył w Koprze. Podjął następnie ostatecznie
nieukończone studia z zakresu literatury porównawczej i filozofii na Uniwersytecie Lublańskim. W 1975 zaczął pracować w dwujęzycznej stacji telewizyjnej TV Koper-Capodistria, dołączając wkrótce do redakcji codziennych programów informacyjnych. Od 1988 był korespondentem gazety „La Voce del Popolo”.
W wyniku pierwszych wolnych wyborów w Socjalistycznej Republice Słowenii w 1990 uzyskał mandat poselski. Po ogłoszeniu przez Słowenię niepodległości był wybierany do Zgromadzenia Państwowego w okręgu dla mniejszości włoskiej we wszystkich kolejnych wyborach w 1992, 1996, 2000, 2004, 2008 i 2011. W 2014 został jedynym kandydatem w tym okręgu, zapewniając sobie reelekcję na kolejną kadencję. W 2018 zadeklarował, że nie będzie kandydował w kolejnych wyborach.

## Odznaczenia
- Order za Zasługi (2022)[3]